# Luke Johnsos
Luke Andrew Johnsos (* 9. Dezember 1905 in Chicago, Illinois; † 10. Dezember 1984 in Evanston, Illinois) war ein US-amerikanischer American-Football-Spieler und -Trainer. Er spielte als End in der National Football League (NFL) bei den Chicago Bears.

## Spielerlaufbahn

### Collegekarriere
Johnsos besuchte in seiner Geburtsstadt die High School und studierte ab 1925 an der Northwestern University, wo er als Football-, Basketball- und Baseballspieler aktiv war. Im Jahr 1927 wurde er als Footballspieler in das All-Star-Team gewählt. Im Spiel spielten die besten Footballspieler aus dem Westen der USA gegen die besten Spieler aus dem Osten. Im Jahr 1928 war er Mannschaftskapitän des Baseballteams seines Colleges. In diesem Jahr erzielte er auch die meisten Home Runs in der gesamten Big Ten Conference. Aufgrund seiner sportlichen Leistungen in allen drei Sportarten wurde er 1928 von seinem College dreimal ausgezeichnet. Noch als Student schloss er sich ein Jahr später den Chicago Bears an. Im Jahr 1930 beendete er erfolgreich sein Studium.

### Profikarriere
Luke Johnsos erhielt 1929 einen Vertrag von den Chicago Bears, die von George Halas trainiert wurden. Auch die Cincinnati Reds aus der Major League Baseball (MLB) machten ihm ein Vertragsangebot, welches er jedoch ablehnen musste. Johnsos hatte Schwierigkeiten mit seinem Sehvermögen. Von den Bears wurde ihm ein Salär von 100 US-Dollar pro Spiel bezahlt. Bereits in seinem Rookiespieljahr wurde er nach der Saison zum All-Pro gewählt. Im Jahr 1931 übernahm Ralph Jones das Traineramt bei den Bears. Die Mannschaft um die späteren Mitglieder in der Pro Football Hall of Fame, Bronko Nagurski, George Trafton und Red Grange konnte 1932 die NFL-Meisterschaft gewinnen. Im folgenden Jahr gelang den Bears die Titelverteidigung. Im ersten Endspiel der NFL Geschichte konnten die New York Giants mit 23:21 besiegt werden. 1934 konnten sich die Giants dann für ihre Endspielniederlage revanchieren. Sie konnten im Endspiel die Bears, die in der Regular Season alle 13 Spiele gewinnen konnten mit 30:13 schlagen. Johnsos beendete nach der Spielrunde 1936 seine Spielerlaufbahn und wurde Assistenztrainer von George Halas, der im Jahr 1933 wieder das Traineramt bei den Bears übernommen hatte.

## Trainerlaufbahn
Im Jahr 1940 konnte Johnsos als Assistenztrainer von Halas seinen ersten großen Erfolgt feiern. Die Bears konnten nach acht Siegen aus elf Spielen in das NFL-Meisterschaftsspiel einziehen und schlugen dort die Washington Redskins mit 73:0. Im folgenden Jahr konnten die Bears mit einem 37:9-Sieg über die New York Giants ihren Titel verteidigen.
Johnsos blieb bis zur Saison 1942 Assistenztrainer von Halas, der sich in diesem Jahr inmitten der Spielrunde der US Navy anschloss. Zusammen mit Hunk Anderson übernahm Johnsos das Amt eines Cheftrainers. Während die Bears in diesem Jahr das NFL Endspiel gegen die Washington Redskins noch mit 14:6 verloren, führten Anderson und Johnsos ihr Team im Jahr 1943 zum Titelgewinn. Erneut traf man auf die Redskins und diesmal setzten sich die Bears durch. Mit einem 41:21-Sieg seiner Mannschaft gewann Johnsos seinen fünften NFL-Titel.
1946 kehrte Halas zu den Bears zurück und Johnsos blieb als Assistenztrainer den Bears erhalten. Die Mannschaft um Quarterback Sid Luckman zog in diesem Jahr erneut in das NFL-Meisterschaftsspiel ein, wo man auf die New York Giants traf, die sich mit 24:14 den Bears geschlagen geben mussten. Im Jahr 1956 übernahm Paddy Driscoll das Traineramt von Halas, Johnsos setzte seine Karriere nun als Assistent von Driscoll fort. In diesem Jahr scheiterten die Bears im NFL-Endspiel an den Giants mit 47:7. Wie Jones, Anderson und Johnsos wurde auch Driscoll wieder von Halas als Head Coach abgelöst. Halas gelang es in den nächsten Jahren einen Stab von Assistenztrainer, wie Joe Stydahar oder Sid Luckman um sich zu scharen. Im Jahr 1963 gewann Johnsos dann seinen fünften NFL-Titel. Erneut trafen die Giants auf die Bears und nochmals ging die Mannschaft aus Chicago als Sieger vom Platz. Das Spiel endete mit 14:10 für das Team aus Illinois. Ein Jahr nach dem Ende der Trainerlaufbahn von Halas beendete Luke Johnsos 1968 seine Trainerlaufbahn.

## Ehrungen
Luke Johnsos wurde viermal zum All-Pro gewählt. Er befindet sich in der Ruhmeshalle der Northwestern University.